# Tiohundra
Tiohundra är en gammal beteckning på ett hundare eller härad i Uppland.
Tiohundra kan även avse århundradet 1000-talet.
Tiohundra AB är ett företag som sköter både hälso- och sjukvården och den kommunala omsorgsverksamheten i Norrtälje kommun. Bolaget ägs av Kommunalförbundet Sjukvård och omsorg i Norrtälje (KSON). Tiohundra AB omsätter cirka 1,6 miljarder kronor per år och har cirka 2 300 anställda (2018).
Bakgrunden till samarbetet är ett förslag som landstingsledningen lade fram hösten 2003, och som bland annat innebar att Norrtälje sjukhus skulle upphöra att vara ett akutsjukhus och istället ombildas till ett närsjukhus. Förslaget möttes med en intensiv debatt. Senare på hösten drog landstinget tillbaka sina planer, samtidigt som det lades ekonomiska sparkrav på sjukhuset. Landstinget och kommunen började därefter studera möjligheten att etablera en fördjupad samverkan mellan å ena sidan landstingets sjukhus och primärvård, och å andra sidan den kommunala omsorgen. I april 2005 togs landstingsfullmäktige och kommunfullmäktige var sitt principbeslut om en samfinansiering och gemensam organisation. Den nya organisationen inledde sin verksamhet som ett projekt den 1 januari 2006. Efter flera förlängningar av "Tiohundraprojektet" permanentades verksamheten i ett kommunalförbund från och med 2016.